# Шрисайлам
Шриса́йлам (телугу శ్రీశైలం) — священный город индуизма. Расположен в горах Налламала на берегах реки Кришна, в 232 км к югу от Хайдарабада. Административно относится к округу Карнул, Андхра-Прадеш, Индия. В Шрисайлам расположен известный шиваитский Храм Бхрамарамба-Малликарджуны, в котором находится один из 12 джьотирлингамов. Шрисайлам упоминается в Пуранах и «Махабхарате».
Около 1471 года город посетил Афанасий Никитин, упомянувший его под названием "Парват" в своих путевых записках «Хожение за три моря».